# Ridge Racer 7
Ridge Racer 7 è il settimo capitolo della storica serie di videogiochi Namco.
Il titolo propone più di 160 competizioni, 40 auto, 22 circuiti (percorribili in entrambe le direzioni, e in modalità speculare) una modalità on-line fino a quattordici giocatori e la possibilità di personalizzare e modellare i veicoli in più di 200 parametri. Ridge Racer 7 è stato uno dei titoli di lancio su PlayStation 3 ed è quindi un'esclusiva Sony. È da considerarsi una versione estesa e migliorata di Ridge Racer 6, uscito l'anno precedente su Xbox 360, in quanto ne condivide i veicoli e i circuiti, aggiungendone di nuovi, e portando la risoluzione grafica in Full HD e il framerate a 60 fotogrammi al secondo.
Inizialmente fu presentato all'E3 del 2006 in un trailer d'anteprima mentre il trailer con relativo gameplay mostrato apparve al Tokyo Game Show dello stesso anno. Il 22 febbraio del 2007 fu pubblicata una demo giocabile scaricabile dal PlayStation Store.

## Modalità di gioco
Come sempre la giocabilità si basa sul guidare automobili in maniera assolutamente irrealistica essendo velocissime e capaci d'essere ben manovrate persino durante la più rischiosa delle sbandate e senza perdere molto in velocità.
Molte altre sono le novità apportate al titolo targato Namco tra cui la possibilità di modificare i veicoli sia a livello estetico che prestazionale.

### Giocatore singolo
- Ridge State Grand Prix - la modalità di gioco principale, suddivisa in 14 eventi di difficoltà crescente
- Prova Costruttori - corse dalle speciali richieste fini a sbloccare componenti aggiuntivi per i veicoli
- Campionato Singolo UFRA - corse speciali con restrizioni
- Sfida Estrema - modalità di gioco composta da gare dalle condizioni particolari, come duelli tra 4 veicoli o le sfide 1 contro 1 per sbloccare veicoli speciali
- Campionato Speciale UFRA (DLC) - 25 eventi extra scaricabili gratuitamente dal PlayStation Store, consistente in eventi simili a quelli presenti nel Ridge State Grand Prix, ma con difficoltà molto più elevata e con una scelta di parco auto molto più ristretta se non addirittura prestabilita

### Multigiocatore
- Sfida a tempo globale - modalità in cui i giocatori devono tentare di raggiungere il traguardo il più presto possibile pur di detenere un nuovo record
- Gara amichevole - corsa dalle regole selezionabili a piacimento che supporta sino ad un massimo di quattordici giocatori
- Sfida a tempo in coppia - simile alla sfida a tempo globale ma optando per questa modalità bisognerà collaborare con un compagno per poter risultare i migliori in pista
- Battaglia tra gruppi - i giocatori sono divisi in più squadre contrassegnate da colori diversi e ognuna deve cercare di riscuotere il punteggio più alto per vincere la partita
- Battaglia in coppie - i giocatori si dividono in gruppi ognuno composto da due automobili e a vincere è chi riesce a percorrere il circuito nel minor tempo possibile
- Multi Gara - La comune gara split screen a schermo diviso sulla stessa console non appartenente alle gare online

È inoltre presente il minigioco Xevious, giocabile durante il caricamento iniziale, durante l'installazione del gioco su disco rigido, o in qualsiasi momento dopo averlo sbloccato progredendo nella modalità Ridge State Grand Prix.

## Sistema di classifica
Tramite l'accumulo di PF (punti fama), CR (crediti, la moneta del gioco) e PGO (punti gare online) è possibile scavalcare le classifiche sino a raggiungere il fatidico primo posto in assoluto su scala mondiale.

## Ricezione e voti
- Famitsu 36/40
- IGN 8.2/10
- Gamespot 8.0/10
- Edge 6/10

## Contenuti aggiuntivi (DLC)
Il 22 marzo 2007 Namco ha reso disponibili alcuni contenuti scaricabili dal PlayStation Store, tra di essi sono inclusi 25 Eventi Singoli UFRA e 14 set di decalcomanie, entrambi gratuiti. Inoltre dal 1 giugno del 2007 sono state rese scaricabili nuove musiche di sottofondo da ascoltare durante le gare per la cifra variabile da 0.99 a 14.99 dollari (in base alla quantità di brani scaricati). I brani inclusi provengono da Ridge Racer 6, dai due Ridge Racer per PSP, da R4: Ridge Racer Type 4 e dal primo Ridge Racer. È stato anche distribuito nel 2010 un aggiornamento gratuito per poterlo giocare in 3D. Nel 2012 il gioco è rilasciato in versione digitale sul PlayStation Store, con il nome di Ridge Racer 7: 3D License Version.

### Riconoscimenti
- IGN ha premiato il gioco come "Miglior Videogioco Automobilistico Arcade Per PlayStation 3 del 2006".